# Narciso Campero Leyes
Narciso Campero Leyes (Tarija, 29 de outubro de 1813 — Sucre, 11 de dezembro de 1896) foi um político boliviano, presidente de seu país de 19 de janeiro de 1880 a 3 de setembro de 1884. Em sua homenagem, uma província boliviana tem seu nome.